# Adam Skirving
Adam Skirving por seu filho Archibald
Adam Skirving (Haddington, East Lothian, 1719 – abril de 1803) foi um compositor escocês.

## Biografia
Skirving nasceu em Haddington em 1719 e educado em Preston Kirk. Era um fazendeiro importante e passou a maioria de sua vida como arrendatário de Garleton, uma fazenda não muito distante de Haddington, na estrada de Gosford, onde se casou duas vezes. Seu filho mais velho, Archibald Skirving, pintou retratos, enquanto seu segundo filho, Robert, herdou os talentos musicais da mãe, mas foi para o exército. Todos os três escreveram versos, mas Adam é o mais lembrado como compositor, e sua esposa é creditada com algumas músicas. Skirving era fazendeiro em “Prora”, mas não gostava muito de escrever e passava a maioria do tempo jogando golfe, socializando e visitando as corridas de cavalos.
Skirving morreu em abril de 1803. Foi enterrado em Athelstaneford. Sua reputação se baseia em duas baladas jacobitas sobre a Batalha de Prestonpans, uma das quais, “Hey, Johnnie Cope, Are Ye Waking Yet?”, embora esteja longe de ser uma narrativa precisa, é popular o suficiente para ser encontrada em muitas coleções de canções escocesas. Skirving escreveu a letra para uma melodia bem conhecida.